# Trav'lin' Light (album)
Trav'lin' Light è il sesto album della cantante hip hop statunitense Queen Latifah, pubblicato il 25 settembre 2007 e distribuito da Verve per i mercati di Stati Uniti, Europa e Russia.
Queen Latifah pubblica un altro album di cover, in questo caso cover jazz, «se possibile, migliorandosi rispetto al precedente lavoro nominato ai Grammy» secondo William Ruhlmann di AllMusic e abbandonando il rapping tanto che, sempre secondo il critico, «è così lontana dalle sue origini che dovrebbe essere considerata una ex rapper.»
L'album entra nella Billboard 200, arriva nella top ten tra i dischi R&B e raggiunge il vertice della classifica dedicata ai prodotti jazz.
| Recensione           | Giudizio |
| -------------------- | -------- |
| AllMusic             | [ 1 ]    |
| Entertainment Weekly | C+       |

## Tracce
1. Poetry Man – 4:40 (musica: Ron Fair)
2. Georgia Rose (featuring Stevie Wonder) – 3:43 (musica: Tommy LiPuma)
3. Quiet Nights Of Quiet Stars – 3:54 (testo: Antônio Carlos Jobim, Gene Lees – musica: Ron Fair)
4. Don't Cry Baby – 2:53 (testo: Stella Unger – musica: Ron Fair)
5. I Love Being Here With You – 2:52 (testo: Bill Schluger – musica: Tommy LiPuma)
6. I'm Gonna Live Till I Die – 2:09 (testo: Manny Curtis, Walter Kent – musica: Tommy LiPuma)
7. Trav'lin' Light – 4:05 (testo: Johnny Mercer, Jimmy Mundy, Trummy Young – musica: Tommy LiPuma)
8. I Want A Little Sugar In My Bowl – 3:06 (testo: Nina Simone – musica: Tommy LiPuma)
9. I'm Not In Love – 4:47 (testo: Graham Gouldman, Eric Stewart – musica: Ron Fair)
10. What Love Has Joined Together – 3:40 (testo: Smokey Robinson, Robert Rogers – musica: Ron Fair)
11. How Long (Betcha' Got a Chick on the Side) – 5:41 (testo: Anita Pointer, June Pointer, Patricia Pointer, Ruth Pointer, David Rubinson – musica: Ron Fair)
12. Gone Away – 5:50 (testo: Donny Hathaway, Leroy Hutson – musica: Ron Fair)
13. I Know Where I've Been – 4:13 (testo: Marc Shaiman, Scott Wittman – musica: Marc Shaiman)

Durata totale: 51:33

## Classifiche
| Classifica (2007)         | Posizione massima |
| ------------------------- | ----------------- |
| Stati Uniti               | 11                |
| US Jazz Albums            | 1                 |
| US Top R&B/Hip-Hop Albums | 6                 |